# Pukë (stad)
Pukë ([puk(ə)]; bepaalde vorm: Puka) is een stad (bashki) in het noorden van Albanië. De stad telt 11.000 inwoners (2011) en ligt in de prefectuur Shkodër.
De naam van de stad is afgeleid van het Latijnse via publica, 'openbare weg'. Pukë is immers gelegen aan de heirbaan die Shkodër met Niš in het huidige Servië verbond.

## Bestuurlijke indeling
Administratieve componenten (njësitë administrative përbërëse) na de gemeentelijke herinrichting van 2015 (inwoners tijdens de census 2011 tussen haakjes):
Gjegjan (2846) • Pukë (3607) • Qelëz (1761) • Qerret (1498) • Rrapë (1357).
De stad wordt verder ingedeeld in 42 plaatsen: Bicaj, Blinisht, Breg, Buhot, Bushat, Buzhalë, Dedaj, Dom, Dush, Dushnezë, Gjegjan, Gojan i Madh, Gojan i Vogël, Gomsiqe, Kabash, Kaftall, Kalivare, Karmë, Kçirë, Kimëz, Korthpulë, Kuzhnen, Lajthizë, Levrushk, Luf, Luf-Plan, Lumzi, Meçe, Mesul, Midhë, Plet, Pukë,  Pukë Fshat, Qelëz, Qerret, Qerret i Vogël, Rrapë, Rras, Shkozë, Ukth, Tejkodër, Vrith.

## Bevolking
In de volkstelling van 2011 telde de gemeente Pukë 11.069 inwoners. Dat is een daling van 8.470 inwoners ten opzichte van 19.539 inwoners in 2001. De gemiddelde jaarlijkse bevolkingsgroei komt hiermee uit op −5,3%, hetgeen lager is dan het landelijke gemiddelde van −0,8%. De bevolking bestaat nagenoeg uitsluitend uit Albanezen.

### Religie
De grootste religie in Pukë is de Katholieke Kerk in Albanië. In de census van 2011 noemden 7.064 van de 11.069 inwoners van de stad Pukë zichzelf katholiek, oftewel 63,7% van de bevolking. Katholieken vormen een meerderheid in vier van de vijf administratieve componenten van de stad Pukë: Gjegjan heeft het hoogste aandeel katholieken met 92,6% van de bevolking. Alleen in Pukë zelf vormen katholieken een minderheid van 22,5%, terwijl de (soennitische) moslims daar - met 64,5% - in de meerderheid zijn. Er zijn geen andere vermeldenswaardige religieuze minderheden.
| Plaats  | Bevolking (2011) | Islam (%)      | Katholiek (%)  | Orthodox (%) | Bektashisme (%) |
| ------- | ---------------- | -------------- | -------------- | ------------ | --------------- |
| Gjegjan | 2.846            | - (-)          | 2.635 (92,60%) | - (-)        | - (-)           |
| Pukë    | 3.607            | 2.326 (64,49%) | 812 (22,51%)   | 1 (0,03%)    | - (-)           |
| Qelëz   | 1.761            | 250 (14,18%)   | 1.445 (82,03%) | 1 (0,05%)    | - (-)           |
| Qerret  | 1.498            | 224 (14,95%)   | 1.214 (81,04%) | - (-)        | - (-)           |
| Rrapë   | 1.357            | 341 (25,13%)   | 948 (69,85%)   | - (-)        | - (-)           |
| Pukë    | 11.069           | 3.141 (28,38%) | 7.054 (63,73%) | 2 (0,02%)    | - (-)           |

## Toerisme en bezienswaardigheden
In de stad is een klein museum gewijd aan de dichter Migjeni, die gedurende een periode van zijn leven woonachtig was in Pukë. De stad telt twee hotels: een op het centrale plein, waarnaast zich de microbrouwerij bevindt alwaar het lokale en in het hotel verkrijgbare Birra Puka wordt gebrouwen, het andere ligt even buiten het centrum.

## Sport
Voetbalclub KS Tërbuni Pukë komt uit in de Kategoria e Parë, Albaniës tweede klasse. De vereniging heeft als thuisbasis het Stadiumi Ismail Xhemali, dat plaats biedt aan 1000 toeschouwers.